# Литвак, Михаил Ефимович
Михаи́л Ефи́мович Литва́к (20 июня 1938 — 10 сентября 2020 года) — психиатр, психотерапевт, кандидат медицинских наук,
автор 30 книг по практической и популярной психологии, общий тираж которых на 2013 год составил более 5 миллионов экземпляров и ряда научных статей посвящённых вопросам психотерапии, психологии общения. Член-корреспондент РАЕН.
Разработал и стал применять на практике (обучать пациентов, лечившихся под его наблюдением от неврозов и депрессий) концепцию системы разрешения конфликтов во взаимоотношениях людей, получившую название «Психологическое айкидо». Данная концепция, как указывает сам Литвак, была основана на работах известного психотерапевта Эрика Берна по транзактному анализу.
Основатель психологического общественного объединения — Клуб КРОСС, в 2013 году имевшего филиалы в 40 регионах России и 23 странах Европы и Америки.

## Биография
Родился в Ростове-на-Дону в семье врача. В 1961 окончил Ростовский государственный медицинский институт. Находясь в рядах Советской Армии, служил врачом в лечебных учреждениях. С 1967 работал врачом-психиатром в клинике психиатрии и наркологии Ростовского государственного медицинского университета, а с 1980 года преподавал на кафедре психиатрии РостГМУ на факультете усовершенствования врачей.
Научные интересы и исследования Литвака — в области клиники и лечения шизофрении. В 1989 защитил кандидатскую диссертацию «Клиника и комплексное лечение неврозов в зависимости от системы личностных отношений». В 1992 в соавторстве с А. О. Бухановским, Ю. А. Кутявиным написал учебник-пособие для врачей «Общая психопатология»
.
В ходе своей научной деятельности модифицировал некоторые традиционные методы психотерапии, такие как аутогенная тренировка. Разработал комплексную терапевтическую программу и организационную модель лечения неврозов, которые успешно были внедрены в клиническую практику.
Для некоторых пациентов Литвака лечение в клинике оказывалось недостаточным, и они стали приходить к нему и после выписки из стационара и приводить своих родных и близких. Так, в 1982 сформировался психотерапевтический клуб КРОСС («Клуб решивших овладеть стрессовыми ситуациями»).
Популярность занятий в клубе, а главное — полученные людьми результаты авторских методик, таких как «психологическое айкидо» и «сценарное перепрограммирование», со временем только росли, что выразилось в постепенном открытии филиалов клуба не только в России, но и в мире. На 2013 клуб КРОСС составляли постоянно действующие филиалы в 40 регионах России и 23 странах Европы и Америки.
С 2000 Литвак занимался общественной, писательской и просветительской работой. В 2002 на европейской конференции в Вене получил сертификат психотерапевта Европейской психотерапевтической ассоциации (EAP). В 2008 получил сертификат Международной психотерапевтической ассоциации. Награждён сертификатом признания № 5 Российской профессиональной психотерапевтической лиги за существенный вклад в развитие российской психотерапии.

## Литературная деятельность
Литературную деятельность начал в 1992 году с книги «Психологическое айкидо». Она приобрела популярность, была переиздана более 30 раз, а также переведена на английский, французский, болгарский и литовский языки. Описываемое в книге «психологическое айкидо» основано преимущественно на трансакционном анализе Эрика Берна, согласно которому при общении людей друг с другом взаимодействуют три состояния их личности: «Родитель» «Взрослый» и «Дитя». При параллельных транзакциях в общении конфликтов не возникает. Литвак предложил методику распознавать «Я-состояния» личности в разговоре и, когда транзакции начинают пересекаться, переводить транзакции обратно в параллельные, сглаживая конфликт. Данная методика пользуется определённой популярностью.
В 1995 году вышла книга «Если хочешь быть счастливым. Психология общения». В ней впервые описаны так называемое сценарное перепрограммирование и (в русле трансакционного анализа) основные аспекты человеческого общения: с собой (Я), с партнером (Я и Ты), с группой (Я и Вы), с незнакомыми людьми (Я и Они). Впоследствии материал этой книги был расширен и издан в виде трёх различных изданий: «Как узнать и изменить свою судьбу», «Психологический вампиризм. Анатомия конфликта» и «Командовать или подчиняться. Психология управления».
В 2001 году по заказу издательства «Феникс» Литвак написал книгу «Секс в семье и на работе», основанную на социологическом исследовании множества семей, которое было проведено в 1980—1990-е годы, во время работы психотерапевтом.
К 2013 году написано более 30 книг, общий тираж которых составил более 5 млн экземпляров.

## Список произведений

### Научно-практические
1. Наркомании и их последствия / М. Е. Литвак, В. В. Назаров, О. Я. Силецкий. — 2-е изд., перераб. и доп. — Ростов-на-Дону : [б. и.], 1984. — 22, [1] с.; 21 см. — (В помощь лектору / Общество «Знание» РСФСР, Ростовская областная организация, Управление внутренних дел Ростовскогооблисполкома).
2. Общая психопатология : Пособие для врачей / А. О. Бухановский, Ю. А. Кутявин, М. Е. Литвак; Отв. ред. А. О. Бухановский; М-во здравоохранения Рос. Федерации, Ростов. гос. мед. ун-т. — 2. изд., перераб. и доп. — Ростов н/Д : Изд-во Лечеб.-реабилитац. науч. центра «Феникс» : Феникс, 1998. — 415 с. : ил.; 21 см. — (Гиппократ).; ISBN 5-86727-004-1
3. Общая психопатология : атлас к пособию для врачей (третьему изданию, переработанному и дополненому) / А. О. Бухановский, Ю. А. Кутявин, М. Е. Литвак ; отв. ред. А. О. Бухановский ; М-во здравоохранения Российской Федерации, Ростовский гос. мед. ун-т, Лечебно-реабилитационный науч. центр «Феникс». — Ростов-на-Дону : Ростовский гос. мед. ун-т, 2013. — 389 с. : ил., табл.; 19х22 см; ISBN 978-5-7453-0382-1
4. Неврозы. Клиника, профилактика и лечение / М. Е. Литвак. — Изд. 2-е, доп. и перераб. — Ростов-на-Дону : Феникс, 2012. — 279 с. : ил., табл.; 21 см. — (Психологические этюды).; ISBN 978-5-222-19011-1

### Популярные
Автор научно-практических статей и популярных книг. Некоторые из них:
По хронологии:
1. Литвак М. Е. Психологическое айкидо. — 25-е изд. — Ростов-на-Дону: Феникс, 2011. — 217 с. — ISBN 978-5-222-18086-0.
2. Литвак М. Е. Профессия — психолог. — Ростов-на-Дону: Феникс, 1999. — 350 с. — ISBN 5-222-00711-1.
3. Литвак М. Е. Если хочешь быть счастливым. — 24-е изд. — Ростов-на-Дону: Феникс, 2011. — 603 с. — ISBN 978-5-222-18168-3.
4. Литвак М. Е. Как узнать и изменить свою судьбу: способности, темперамент, характер. — 20-е изд. — Ростов-на-Дону: Феникс, 2011. — 493 с. — ISBN 978-5-222-18077-8.
5. Литвак М. Е. Командовать или подчиняться? Психология управления. — 20-е изд. — Ростов-на-Дону: Феникс, 2010. — 379 с. — ISBN 978-5-222-17325-1.
6. Литвак М. Е. Принцип сперматозоида. — Изд. 32-е. — Ростов-на-Дону: Феникс, 2010. — 501 с. — ISBN 978-5-222-17657-3.
7. Литвак М. Е. Как стать хорошим и востребованным психологом. — Изд. 32-е. — М.: Центрполиграф, 2010. — 285 с. — ISBN 978-5-227-02022-2.

1. Религия и прикладная философия. Врозь или вместе [Текст] : размышления верующего атеиста : не вера страшна, а фанатизм и категоричность, надо не знать философию, а быть философом, счастливыми могут быть только философы : не торопись в пути, но и не останавливайся / М. Е. Литвак. — Изд. 2-е. — Ростов-на-Дону : Феникс, 2013. — 333, [1] с.; 20 см. — (Психологические этюды).; ISBN 978-5-222-20104-6
2. Из ада в Рай : избранные лекции по психотерапии : учебное пособие / М. Е. Литвак. — Изд. 16-е. — Ростов-на-Дону : Феникс, 2015. — 477, [1] с. : ил.; 21 см. — (Психологические этюды).; ISBN 978-5-222-25166-9 : 3000 экз.
3. Психологический вампиризм : учебное пособие по конфликтологии : [16+] / М. Е. Литвак. — Изд. 33-е. — Ростов-на-Дону : Феникс, 2016. — 411, [1] с. : ил.; 20 см. — (Психологические этюды).
4. Как преодолеть острое горе / М. Е. Литвак, М. О. Мирович. — Ростов н/Д : Феникс, 2000. — 314, [2] с. : ил.; 21 см. — (Серия «Психологические этюды»).; ISBN 5-222-01114-3
5. Похождения Плачущего Сангвиника : научный роман / М. Е. Литвак, Х. Плотник. — Ростов-на-Дону : Феникс, 2010. — 280, [1] с.; 21 см. — (Психологический практикум).; ISBN 978-5-222-16522-5
6. Вести из будущего : письма управленцу / М. Е. Литвак, Т. А. Солдатова. — Ростов-на-Дону : Феникс, 2009. — 538 с. : ил., табл.; 21 см. — (Психологический практикум).; ISBN 978-5-222-14649-1
7. Как найти хорошего работника и хорошую работу? / М. Е. Литвак, В. В. Чердакова. — Ростов-на-Дону : Феникс, 2010. — 410 с.; 21 см. — (Психологический практикум).; ISBN 978-5-222-16179-1
8. Рекрутинг-это драйв! : практическое пособие по подбору персонала / М. Е. Литвак, В. В. Чердакова. — Ростов-на-Дону : Феникс, 2012. — 381 с. : табл.; 21 см. — (Психологический практикум).; ISBN 978-5-222-19020-3
9. Как продать себя дорого : самоучитель по трудоустройству : [16+] / М. Е. Литвак, В. В. Чердакова. — Ростов-на-Дону : Феникс, 2018. — 154, [1] с. : ил.; 21 см. — (Психологический практикум).; ISBN 978-5-222-29292-1 : 3000 экз.
10. Как найти хорошего начальника и хорошего подчиненного? : [16+] / М. Е. Литвак, В. В. Чердакова. — Ростов-на-Дону : Феникс, 2018. — 365, [1] с. : ил., табл.; 21 см. — (Психологический практикум).; ISBN 978-5-222-27045-5 : 3000 экз.
11. Брак по расчёту? : практическое пособие по построению счастливой семьи : [16+] / М. Е. Литвак, В. В. Чердакова. — Ростов-на-Дону : Феникс, 2018. — 408 с. : ил.; 20 см. — (Психологический практикум).; ISBN 978-5-222-29293-8 : 3000 экз.
12. Кто отвечает? : практическое пособие по подбору кадров: [16+] / М. Е. Литвак, В. В. Чердакова. — Ростов-на-Дону : Феникс, 2018. — 346, [1] с. : табл.; 21 см; ISBN 978-5-222-30426-6 : 3000 экз.
13. Охота на работу : как не промахнуться в целях жизни : [16+] / М. Е. Литвак, Т. А. Солдатова. — Ростов-на-Дону : Феникс, 2018. — 473 с. : ил., табл.; 21 см. — (Психологический практикум).; ISBN 978-5-222-30247-3 : 3000 экз.
14. Бинтование душевных ран или психотерапия? / М. Е. Литвак, Е. В. Золотухина-Аболина, М. О. Мирович. — 8-е изд. — Ростов-на-Дону : Феникс, 2009. — 311, [1] с.; 20 см. — (Психологические этюды).; ISBN 978-5-222-15451-9
15. Логика и жизнь : учебное пособие / М. Литвак, Н. Епифанцева, Т. Шафранова. — Ростов-на-Дону : Феникс, 2014. — 381 с. : ил.; 21 см. — (Психологический практикум).; ISBN 978-5-222-21143-4

Книги на иностранных языках:
1. Litvak M. Psychlogical aikido :  [англ.] = Психологическое айкидо. — Rostov-on-Don : «Kniga» JSV, 2001.
2. Литвак М. Да командваш или да се подчиняваш. Психология управлението :  [болг.] = Командовать или подчиняться. Психология управления. — София : «Жануа 98», 2008.
3. Liutvaks M. Psihologiskais aikido Reriha : [лат.] / Mihails Liutvaks. — Gramatnica, 2005.
4. Litvak M. Aikido Psychologique : [фр.] / Мikhail Litvak. — 2013.
5. Litvak M. Kaip sužinoti ir pakeisti likimą: charakteris, temperamentas, gabumai :  [лит.] = Как узнать и изменить свою судьбу: способности, темперамент, характер / Michail litvak. — Kaunas : Luceo, 2013. — 384 с. — ISBN 9786098112009.